# Горњи Градац (Коњиц)
Горњи Градац је насељено место у Босни и Херцеговини у општини Коњиц у Херцеговачко-неретванском кантону које административно припада Федерацији Босне и Херцеговине. Према попису становништва из 1991. у насељу је живјело 60 становника.

## Географија
Налази се на врху брега, одакле се може видети долина реке Неретвице.

## Становништво
По последњем службеном попису становништва из 1991. године, у насељу Горњи Градац живело је 60 становника. Становници су претежно били Муслимани.
| Националност | 1991.       | 1981. | 1971. |
| Муслимани    | 35 (58,33%) |       |       |
| Хрвати       | 22 (36,67%) |       |       |
| Срби         | 3 (5,00%)   |       |       |
| Укупно       | 60          |       |       |